# سیارک ۲۱۴۲۸
سیارک ۲۱۴۲۸ (به انگلیسی: 21428 Junehokim، نامگذاری:1998FR103) بیست و یک هزار و چهارصد و بیست و هشتمین سیارک کشف شده‌است که در ۳۱ مارس ۱۹۹۸ کشف شد.
قدر مطلق سیارک برابر ۹.۳ است.